# NGC 5214A
NGC 5214A (другие обозначения — MCG 7-28-29, KCPG 381A, IRAS13306+4207, PGC 47679) — галактика в созвездии Гончие Псы.
Этот объект не входит в число перечисленных в оригинальной редакции «Нового общего каталога» и был добавлен позднее.